# Parachute de relevage

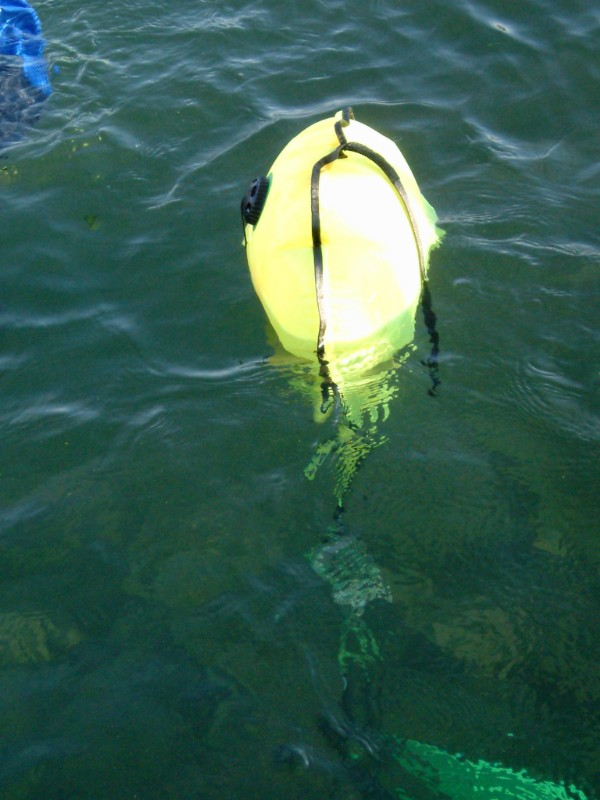
Parachute de relevage

Le parachute de relevage est un accessoire de plongée sous-marine prévu pour remonter des objets du fond. Il ne faut pas le confondre avec le parachute de palier, dont la résistance et le faible volume ne lui permettent pas d’effectuer cette tâche.

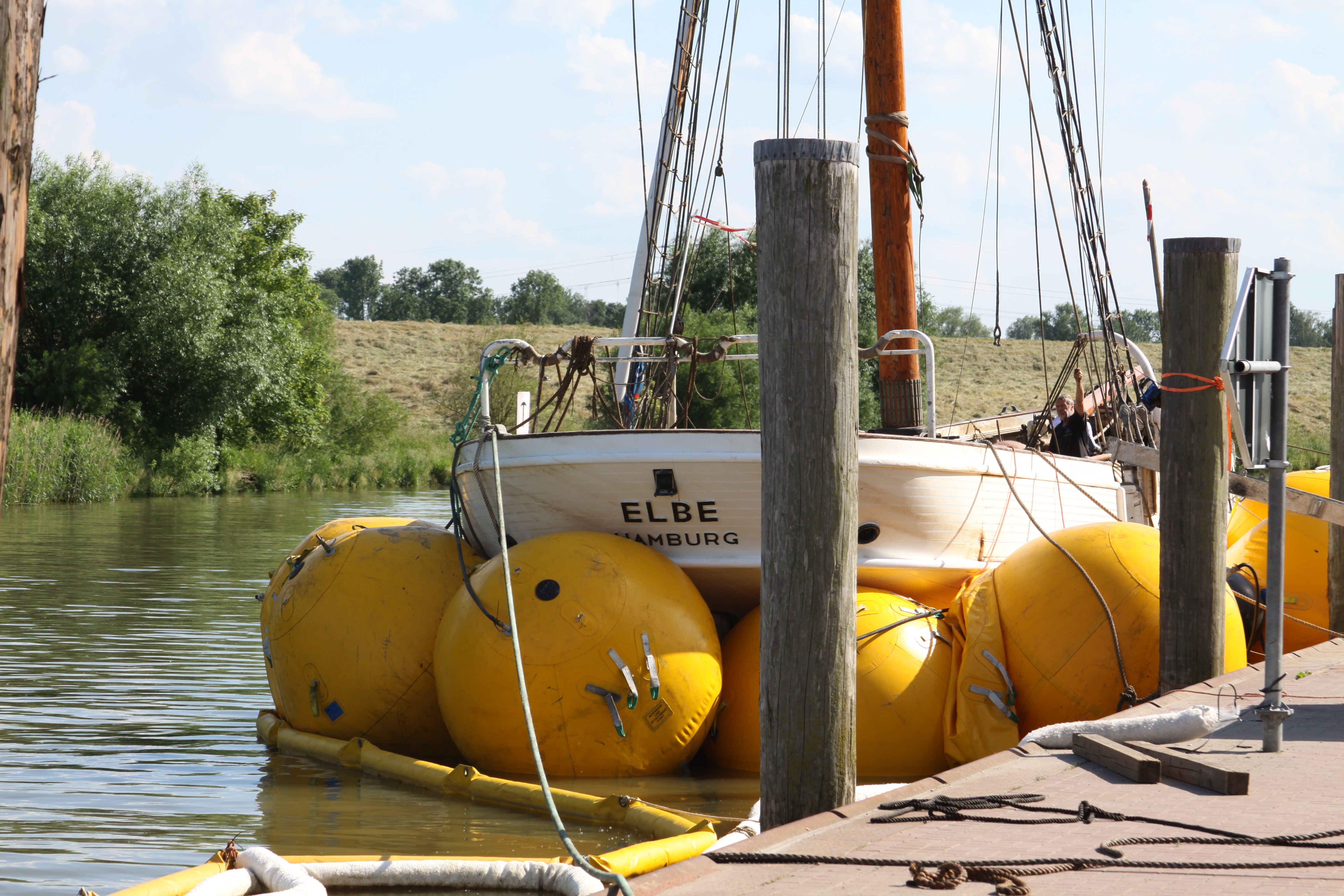
Parachutes de relevage utilisés pour renflouer la goélette N°5 Elbe.